# 北运河 (沈阳)
北运河，始称永利河， 后更名太平世河、新开河，是一条贯穿辽宁省沈阳市市区北部东西流向的人工河。北运河修于1913年，是近代沈阳最大的水利工程。

## 历史沿革
1906年，于洪区在蒲河筑堤挖渠引水，开出水田，并试种水稻成功。随着更多农户的加入，沈阳的引水灌田工程得到发展。1911年春，清政府为更好利用浑河及蒲河的水利资源，扩大奉天西部及北部的水稻种植面积，决定在浑河和蒲河之间挖掘人工河道。人工河道源自浑河，归入蒲河，中间设水闸控制水量。1913年10月，北运河正式开挖，工程共历时3年。与此同时，奉天大北门火神庙处成立了水利局以指导农业生产、推动水稻种植、负责运河管理。运河全线竣工后，沿河开垦水田已有万余亩。1949年，水田已增至8万余亩。沈阳沿岸城市建设也因北运河通河得到了发展。东北大学，榊榞农场就修筑于北运河沿河地区。1995年，沈阳启动了北运河带状公园建设计划，沿北运河河堤两端设20～50米宽的绿化带及公园，共计28.3千米。